# NGC 677
NGC 677 é uma galáxia elíptica (E) localizada na direcção da constelação de Aries. Possui uma declinação de +13° 03' 21" e uma ascensão recta de 1 horas, 49 minutos e 14,0 segundos.
A galáxia NGC 677 foi descoberta em 25 de Setembro de 1886 por Lewis A. Swift.